# آيت الرواضي (سمكت)
آيت الرواضي هي إحدى مشيخات المملكة المغربية، تتبع جغرافيا لإقليم بني ملال وإداريًا لسمكت. يقدر عدد سكانها بـ 1602 نسمة حسب الإحصاء الرسمي للسكان والسكنى لسنة 2004.